# Johann Hartmann von Rosenbach
Johann Hartmann von Rosenbach (Florstadt, 15 settembre 1609 – Würzburg, 19 aprile 1675) è stato un vescovo cattolico tedesco, principe-vescovo di Würzburg dal 1673 alla propria morte nel 1675.

## Biografia
Johann Hartmann von Rosenbach proveniva da un'antica famiglia nobile della Germania centrale, che aveva fatto del proprio centro di potere la cittadina di Breuberg. La propria influenza sul vescovato di Würzburg si era già manifestata nel corso dei secoli con molti ecclesiastici ascritti a quella sede, già a partire dal XVII secolo, molti dei quali erano anche entrati a far parte dell'Ordine di San Giovanni di Gerusalemme. La famiglia si estinguerà nel 1806.
Quando Johann Hartmann von Rosenbach venne scelto per succedere alla sede episcopale di Würzburg, viene eletto per accordo fra papa Clemente X e dell'imperatore Leopoldo I d'Asburgo, anche se il suo periodo di governo fu piuttosto breve e non lasciò tracce significative del proprio passaggio. Fu strenuo sostenitore del Montecuccoli.

## Genealogia episcopale
La genealogia episcopale è:
- Arcivescovo Filippo Archinto
- Papa Pio IV
- Cardinale Giovanni Antonio Serbelloni
- Cardinale Carlo Borromeo
- Cardinale Gabriele Paleotti
- Cardinale Ludovico de Torres
- Cardinale Giovanni Garzia Mellini
- Vescovo Antonio Albergati
- Vescovo Gereon Otto von Gutmann zu Sobernheim
- Vescovo Johannes Pelking, O.F.M. Conv.
- Vescovo Wolther Heinrich von Strevesdorff, O.E.S.A.
- Arcivescovo Johann Philipp von Schönborn
- Vescovo Stephan Weinberger
- Vescovo Johann Hartmann von Rosenbach